# Boumba (Fluss)
Der Boumba oder Bumba, im Oberlauf Wumo, ist ein Fluss im südkamerunischen Plateau im Südosten Kameruns.

## Verlauf
Der Fluss hat seine Quellen, genauso wie der Nyong, in einem dichten Netz von Flüssen etwa 30 Kilometer östlich der Stadt Abong-Mbang in einem Sumpfgebiet im Regenwald. Er hat im Oberlauf nur sehr geringes Gefälle und ist daher für kleinere Schiffe befahrbar. Im Unterlauf ist er jedoch reich an Stromschnellen. Boumba und Dja fließen nahe Moloundou zusammen und werden zum Ngoko.

## Hydrometrie
Die Durchflussmenge des Flusses wurde in Biwala in m³/s gemessen

## Ökologie
Der Fluss streift den Boumba-Bek-Nationalpark, der sich zwischen dem Boumba und dem Bek befindet. Die bewaldete Gegend um den Fluss ist ein komplexes Ökosystem. Das Gebiet ist Siedlungsgebiet der Baka. Gemeinden leben von der Jagd und der Landwirtschaft. In der Gegend ist die Wilderei und der Elfenbeinschmuggel verbreitet.

## Weiteres
- Der Fluss wird im Text der kamerunischen Nationalhymne erwähnt.
- Das Gebiet ist womöglich das Ursprungsgebiet von HIV.[5]
- Der legendäre, mystische Mokele-Mbembe soll 2000 in dem Fluss gesichtet worden sein.